# LA Gear

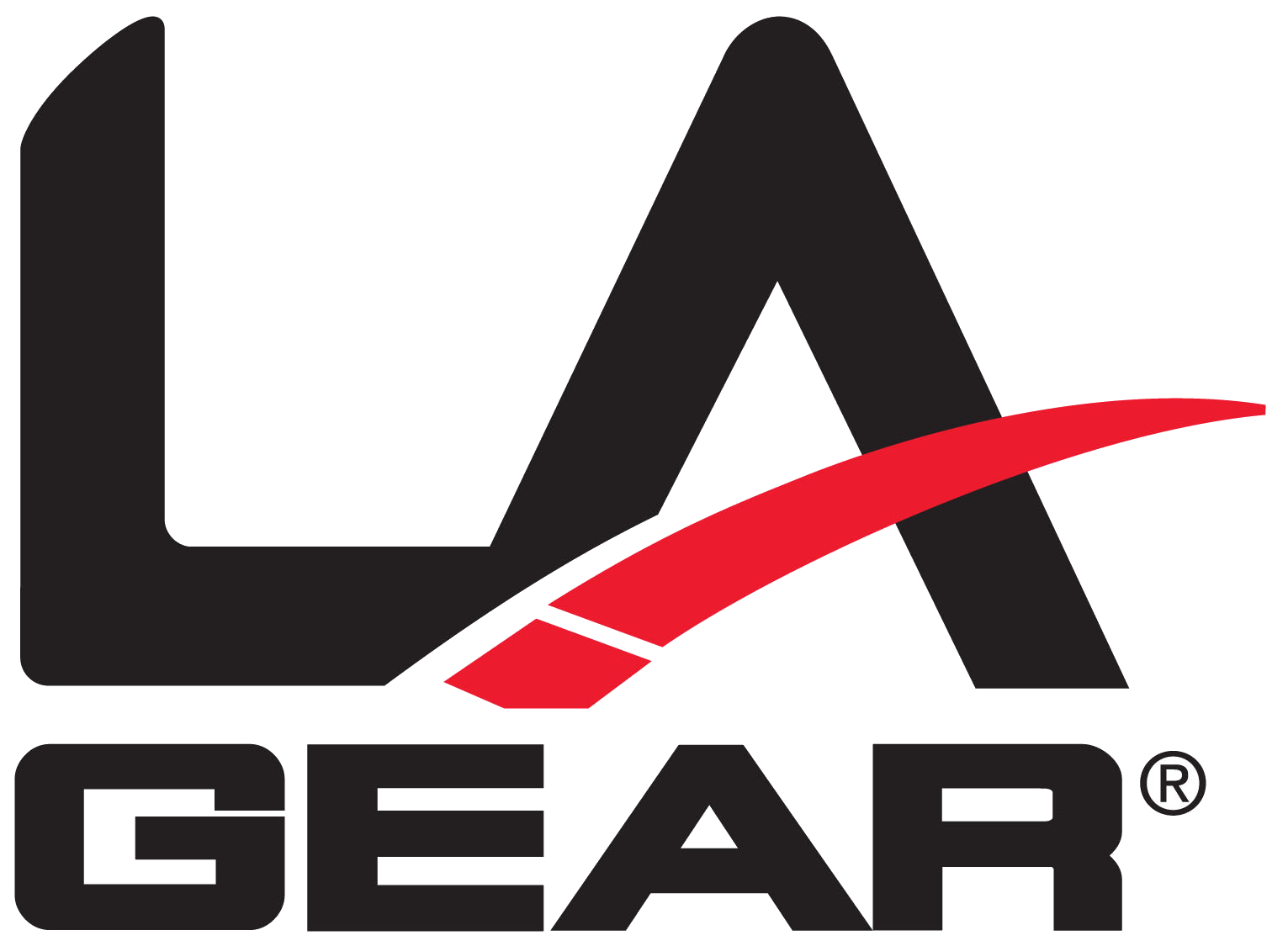
Logo LA Gear

LA Gear ou L.A. Gear est une entreprise américaine de chaussures située à Los Angeles, Californie. Fondée par Robert Greenberg en 1983, elle est actuellement la propriété de Frasers Group.
Les produits de la marque sont initialement destinés à la danse mais évoluent vers la mode et le sport. L'entreprise se lie avec des icônes populaires comme Michael Jackson, Joe Montana ou encore Hakeem Olajuwon. Sa chaussure « L.A Lights » a connu un grand succès, s'allumant au talon à chaque pas.